# Hans Iver Staal
Hans Iver Staal (født 22. september 1796 i Fredericia, død 1861) var en af hovedkræfterne i etableringen af Skamlingsbankeselskabet.
Han stod sammen med Laurids Skau i spidsen for opkøbet af Skamlingsbanken (Højskamling ved Grønninghoved). Han var søn af P.D. Bruuns søskendebarn, Anne Marie Bruun og Tolder og justitsraad i Fredericia Niels Staal, og møller på Torning Mølle 1830-61. Endvidere arbejdede han for den danske sag i Nordslesvig.
Staal var gift med Johanne Hansen fra Fredericia, hvor han havde arbejde som farver og først senere hen som møller ved Torning Mølle mellem Christiansfeld og Aller.
Hans Iver Staals navn er indhugget på Skamlingsbankestøtten, sammen med 17 andre sønderjyders navne.
I 1938 sattes en mindesten for ham ved vandmøllen på Gl. Allervej. Den blev i 2020 flyttet op på Skamlingsbanken.